# Takvedaholmen, Helsingfors
Takvedaholmen, finska: Malkasaari, är en ö i Finland. Den ligger i Finska viken och i kommunen Helsingfors i den ekonomiska regionen  Helsingfors i landskapet Nyland, i den södra delen av landet. Ön ligger nära Helsingfors.
Öns area är 3,5 hektar och dess största längd är 310 meter i öst-västlig riktning. Ön höjer sig omkring 15 meter över havsytan.